# Рок-н-рольщик
«Рок-н-рольщик» (англ. RocknRolla) — криминальная комедия 2008 года режиссёра Гая Ричи. В главных ролях — Джерард Батлер, Тоби Кеббелл и Том Уилкинсон.

## Сюжет
В результате аферы с недвижимостью три члена лондонской банды «Дикая шайка» — Раз-Два (Джерард Батлер), Мямля (Идрис Эльба) и Красавчик Боб (Том Харди) — оказываются в неприятном положении: они должны два миллиона фунтов криминальному авторитету Ленни Коулу (Том Уилкинсон). Сам же Ленни заключает сделку с российским олигархом Юрием Омовичем (Карел Роден): Омович платит Ленни 7 млн, а Ленни добивается для Юрия разрешения на строительство стадиона. Омович также даёт Ленни на время свою любимую картину, «счастливый талисман» олигарха, в знак доверия и гарантии. После окончания сделки Ленни должен вернуть картину.
Для того, чтобы спрятать от налогов 7 млн, Омович обращается к своему бухгалтеру Стелле (Тэнди Ньютон), которая ему очень симпатична. Стелла в свою очередь также решает провернуть авантюру и нанимает Раз-Два, чтобы он ограбил бухгалтеров, которые будут перевозить деньги из банка к Ленни.
Арчи (Марк Стронг), помощник Ленни, читает в газете объявление, что рок-звезда Джонни Фунт (Тоби Кеббелл), приёмный сын Ленни, выпал за борт яхты. Через некоторое время Ленни обнаруживает, что у него украли картину Омовича, и приходит в бешенство. Он поручает Арчи найти картину.
Тем временем Раз-Два и Мямля без особых проблем грабят бухгалтеров олигарха и привозят долю награбленного Стелле. Раз-Два звонит Арчи и говорит, что хочет отдать долг Ленни. Арчи обещает заехать в притон, где обитает «Дикая шайка».
Перед этим Арчи приходит к Танку (Нонсо Анози), человеку, занимающемуся перепродажей билетов, и просит помочь с поиском картины. Танк обещает помочь.
В притоне знают, что уже много лет кто-то из их круга — информатор-стукач, из-за которого изредка кого-нибудь сажают. В этот раз «Дикая шайка» провожает в тюрьму Красавчика Боба. В притон приезжает Арчи, которому Раз-Два отдаёт долг и накидывает немного сверху. Арчи уезжает, а Раз-Два везёт Боба в клуб — оттянуться перед тюрьмой. По пути туда Боб признается Раз-Два в том, что он гей. Раз-Два в шоке, но, успокоившись, он соглашается сходить с Бобом в гей-клуб и станцевать с ним, зная, что Боб завтра сядет.
Тем временем Танк находит пару наркоманов, которые знают о картине. Ленни Коул подвергает их пытке, опуская в Темзу, где живут голодные американские раки. После этого пленники признаются, что картину украл Джонни Фунт, который, оказывается, живее всех живых. Арчи и Ленни едут к менеджерам Джонни Римскому (Джереми Пивен) и Микки (Крис Бриджес) и требуют найти Джонни, иначе Ленни прикроет их клуб. Римский и Микки находят Куки (Cookie, Печенька, Мэтт Кинг) — ещё одного члена «Шайки», наркодилера — и тот рассказывает им о местонахождении убежища Джонни.
На следующее утро Раз-Два обнаруживает, что Боб не отправился в тюрьму, потому что Арчи устроил так, что сторона обвинения потеряла дело. Стелла приглашает Раз-Два с компанией к себе домой на вечеринку, которую устраивает её муж-гомосексуал. Раз-Два соглашается.
Ленни вновь встречается с Юрием, и они договариваются, что Омович все-таки пришлёт 7 млн фунтов Ленни. Но при этом Юрий просит Ленни вернуть свой счастливый талисман — картину, без которой ему перестало везти. Тем временем подручный Юрия Виктор (Драган Мичанович) просит своих людей следить за Стеллой, которая ему не нравится — он считает, что та пудрит Омовичу мозги.
Раз-Два, Мямля, Фред-Голова, Красавчик Боб (втайне от Раз-Два) и Куки приходят на вечеринку в дом Стеллы. Там она предлагает Раз-Два ещё раз ограбить Омовича. Раз-Два принимает предложение. Муж Стеллы, Берти — гей и адвокат по уголовным делам, он имеет доступ к документам, в которых указано, кто стукач, из-за которого чуть было не сел Боб. Боб желает узнать, кто его подставил, и соглашается на предложение Берти сходить с ним пообедать в обмен на документы.
В это время Джонни Фунт находится в убежище наркоманов вместе с картиной и своим фанатом Питом (Майкл Райан). Вечером они идут в клуб Римского, Джонни жестоко избивает охранника, который не пускает их внутрь, всё это снимает камера, но Римский и Микки ничего не замечают. Джонни возвращается в убежище и теряется в наркотическом забытье. Пит уговаривает Джонни вернуть картину, но тот отказывается. Пит приводит двух наркоманов, которые, стоит Джонни и Питу отвернуться, крадут картину и продают её Куки, а тот привозит картину в дом к Раз-Два.
Раз-Два, Мямля и Боб снова грабят людей Омовича, но на этот раз деньги перевозят два головореза — ветераны войны в Чечне. После продолжительной схватки и погони «Дикая шайка» всё же уходит, забрав деньги. Раз-Два приносит деньги Стелле и отказывается дальше с ней работать.
Омович узнает о грабеже во время встречи с Ленни и приходит к выводу, что сам Ленни и организовал грабёж, так как никто, кроме него, не знал о деньгах. Юрий приглашает Ленни поиграть в гольф, где Виктор клюшкой для гольфа ломает ему ноги. Юрий говорит, что ему больше не нужны связи Ленни, что он сам подмажет кого надо, и требует вернуть картину в течение двух дней.
Тем временем Стелла приходит домой к Раз-Два. Они занимаются сексом, и Раз-Два дарит Стелле ту самую картину. Сразу же после ухода Стеллы в дом Раз-Два врываются русские, которые перевозили деньги Омовича, когда их ограбила «Дикая шайка», и которые вычислили Раз-Два, когда следили за Стеллой. Они связывают Раз-Два и готовятся убить его. В это время Танк звонит Арчи и сообщает ему, у кого картина и кто ограбил русского олигарха. Тем временем Боб и Мямля получают у адвоката документы на стукача и едут к Раз-Два.
Арчи приезжает к Раз-Два домой, убивает русских, вяжет Раз-Два, Боба и Мямлю и везёт их к Ленни, прикованному к инвалидной коляске, чтобы наказать за грабёж. В то же время Римский и Микки, наконец, находят Джонни и везут его в то же место.
Омович приезжает к Стелле домой, чтобы сделать ей предложение. Там он замечает картину и просит Виктора подняться к нему. Виктор надевает перчатки и входит в дом.
Все собрались перед Ленни. После долгих препирательств Джонни говорит, что именно из-за Ленни Арчи когда-то посадили на четыре года. Ленни выхватывает пистолет, ранит Джонни и втихаря приказывает одному из своих подручных избавиться от Джонни. Тот уводит раненого Джонни, Микки и Римского в лифт, чтобы внизу застрелить их. Но в лифте Джонни вслух рассказывает, какой ожидается трагичный исход, и этим предупреждает приятелей. Благодаря этому Микки и Римский при самозащите сами убивают подручных Ленни, а Джонни по прибытии вниз убивает ещё двоих людей Ленни.
В это же время Боб просит Арчи достать конверт с документами из своего кармана. Оказывается, что стукачом был сам Ленни. Из-за его показаний пересажали всю правящую верхушку криминального мира Лондона. Кроме того, под раздачу тогда попали Раз-Два, Мямля и Арчи. Разозлённый Арчи спускает Ленни к его собственным ракам и отпускает ребят из «Дикой шайки».
Арчи занимает место Ленни.
Спустя некоторое время Арчи встречает Джонни на выходе из реабилитационной клиники. Джонни слез со всего, на чём сидел (кроме сигарет). Арчи дарит Джонни ту самую «счастливую» картину. Джонни говорит, что раньше он был рок-н-рольщиком, а теперь будет похожим на Арчи и станет настоящим рок-н-рольщиком.

## В ролях
| Актёр                 | Роль             |
| --------------------- | ---------------- |
| Джерард Батлер        | Раз-Два          |
| Том Уилкинсон         | Ленни Коул       |
| Тэнди Ньютон          | Стелла           |
| Марк Стронг           | Арчи, рассказчик |
| Идрис Эльба           | Мямля            |
| Том Харди             | Красавчик Боб    |
| Карел Роден           | Юрий Омович      |
| Тоби Кеббелл          | Джонни Фунт      |
| Джими Мистри          | Советник         |
| Мэтт Кинг             | Куки             |
| Джереми Пивен         | Римский          |
| Лудакрис              | Микки            |
| Джемма Артертон       | Джун             |
| Джейми Кэмпбелл Бауэр | рокер            |

## Критика
Критическая реакция на фильм была неоднозначной: на 1 октября 2020 года фильм собрал 60 % положительных отзывов из 147 на сайте агрегатора кинопоказов Rotten Tomatoes, со средним рейтингом 6,03/10 от критиков, и оценкой 3,64 балла из 5 от зрителей. Сайт Metacritic дал фильму 53 из 100, что соответствует смешанным или средним отзывам: в то время как неоригинальные темы фильма подвергались критике, сценарий и режиссура, а также игра Стронга, Батлера и Кеббелла были высоко оценены. Зрительская оценка составила 8,4 балла из 10 на основе 317 отзывов.
IGN дал фильму положительную рецензию с четырьмя из пяти звёзд. «[Гай Ричи] вряд ли заново изобретает колесо с этим фильмом, но RocknRolla — это, тем не менее, комедийный триллер, который так же совершенен, как и его ранние работы, и, без сомнения, это остроумный, наполненный адреналином взрыв от начала до конца». Роджер Эберт дал фильму три звезды из четырёх.

## Саундтрек
| №   | Название                                       | Автор(ы)          | Длительность |
| --- | ---------------------------------------------- | ----------------- | ------------ |
| 1.  | «Dialogue Clip: People Ask The Question»       | Various Artists   | 0:39         |
| 2.  | «I am a Man»                                   | Black Strobe      | 4:33         |
| 3.  | «Have Love Will Travel»                        | The Sonics        | 2:36         |
| 4.  | «Dialogue Clip: No School Like The Old School» | Various Artists   | 0:25         |
| 5.  | «Bank Robber»                                  | The Clash         | 4:31         |
| 6.  | «The Trip»                                     | Ким Фоули         | 1:56         |
| 7.  | «Dialogue Clip: Slap Him!»                     | Various Artists   | 0:07         |
| 8.  | «Ruskies»                                      | Steve Isles       | 1:07         |
| 9.  | «Outlaw»                                       | War               | 5:02         |
| 10. | «Waiting For a Train»                          | Flash And The Pan | 3:41         |
| 11. | «Dialogue Clip: Junkies»                       | Various Artists   | 0:06         |
| 12. | «Rock & Roll Queen»                            | The Subways       | 2:50         |
| 13. | «The Gun»                                      | Lou Reed          | 3:38         |
| 14. | «The Stomp»                                    | The Hives         | 1:54         |
| 15. | «We Had Love»                                  | The Scientists    | 4:47         |
| 16. | «Dialogue Clip: Sausage & Beans»               | Various Artists   | 0:18         |
| 17. | «Mirror In The Bathroom»                       | The Beat          | 3:08         |
| 18. | «Funnel of Love»                               | Wanda Jackson     | 2:07         |
| 19. | «Such a Fool»                                  | 22-20s            | 3:52         |
| 20. | «Допился»                                      | Экс. Сектор Газа  | 4:02         |
| 21. | «Negra Leono»                                  | Miguelito Valdes  | 2:58         |

## Сиквелы
Гай Ричи заявлял, что планирует снять трилогию в случае, если фильм встретят достаточно хорошо.
В титрах фильма заявляется: «…[имена героев фильма]… вернутся в фильме Настоящий рок-н-рольщик». Кроме того, во время премьеры своего нового фильма «Шерлок Холмс: Игра теней» режиссёр рассказал о том, что у него есть отличный сценарий для продолжения «Рок-н-рольщика», но ему необходимы деньги на производство, а также то, что из-за занятости с «Шерлоком Холмсом» не стоит ждать продолжения в ближайшее время.